# Ivan Dykhovitjnyj
Ivan Dykhovitjnyj (russisk: Ива́н Влади́мирович Дыхови́чный) (født 16. oktober 1947 i Moskva i Sovjetunionen, død 27. september 2009 i Moskva i Rusland) var en sovjetisk filminstruktør.

## Filmografi
- Tjornyj monakh (Чёрный монах, 1988)[1][2]
- Muzyka dlja dekabrja (Музыка для декабря, 1995)
- Kopejka (Копейка, 2002)